# Melolobium exudans
Melolobium exudans är en ärtväxtart som beskrevs av William Henry Harvey. Melolobium exudans ingår i släktet Melolobium och familjen ärtväxter. Inga underarter finns listade i Catalogue of Life.